# Cronache del terzo millennio
Cronache del terzo millennio è un film del 1996 diretto da Francesco Maselli.

## Costi e incassi
Il film si rivelò un colossale flop al botteghino: a fronte di un finanziamento statale di 1.321.613€, incassò appena 5.000€ circa.